# Drapa
För kortnovellformen, se drapa (kortnovell).
Drapa, även i försvenskad form dråpa (isl. drápa), var i fornnordisk skaldedikt ett högstämt kväde, ofta tillägnad en kung eller en jarl.
Drapan var sannolikt egentligen ett skaldestycke, som upplästes eller sjöngs under ackompanjemang av strängaspel. Forntidens drapor har oftast drottkvädets strofform och utgör höjdpunkten av den gamla nordiska skaldediktningen. Drapadiktningen hade sin egentliga blomstringstid i slutet av 900-talet och på 1000-talet (omkring 970–1100) och upphörde under 1300-talet. De under hednatiden diktade lovkvädena handlar antingen om någon frejdad man (en konung, en hövding, en väldig stridsman och liknande) eller om någon gud. En drapa, i vilken en död person förhärligats, kallas arvdrapa eller arvdikt (erfidrápa, erfikvæði). Senare diktades också drapor till Kristi, jungfru Marias samt helgons och biskopars ära. 
Diktades drapan till en levande persons ära, uppläste skalden oftast själv sin dikt inför denne och hans män. För att drapan skulle bevaras i minnet, ålades någon av männen att lära sig den utantill. De flesta draporna är genom stävet, som består av på bestämda ställen återkommande verser, delade i tre avdelningar: inledningen (inngangr, upphaf), stävjabalken (stefjabalkr, stefjamel) och avslutningen (slœmr). I allmänhet har draporna namn efter den person, till vars ära de författades: "Olafsdrapa", "Knútsdrapa", "Eiríksdrapa" o. s. v. Bland de mest berömda är "Höstlång" av Tjodolf och "Huvudlösen" (936), av Egil Skallagrimsson, om Erik Blodyx, samt "Lilja" (100 strofer), av Eysteinn Asgrimsson (död 1361), till jungfru Marias lov.